# Esteban Boix

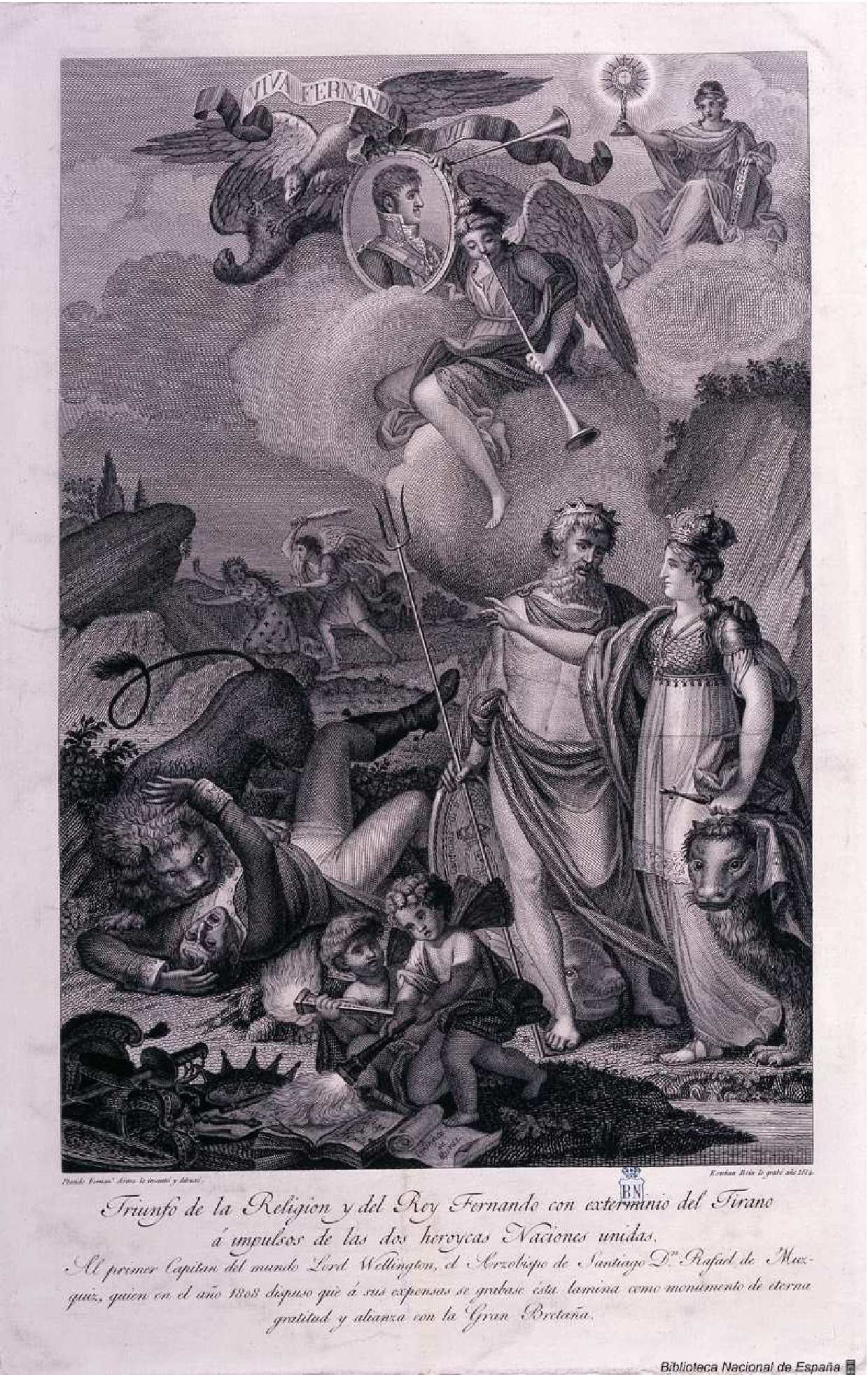
Triunfo de la Religión y del Rey Fernando con exterminio del Tirano á impulsos de las dos heroycas Naciones unidas. Dedicada al Duque de Wellington por el Arzobispo de Santiago D. Rafael de Múzquiz, 1814, aguafuerte y buril. Biblioteca Nacional de España.

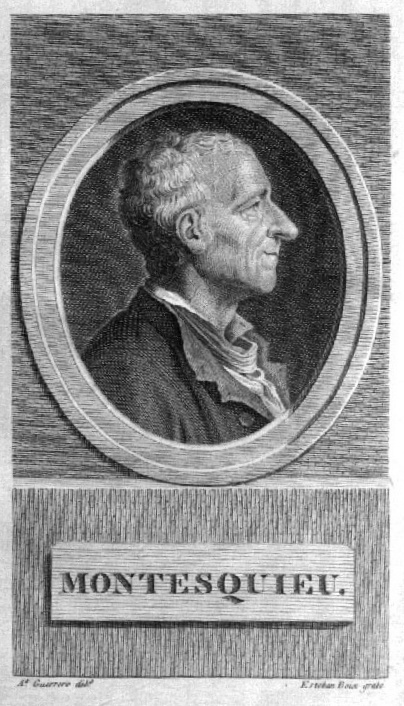
Montesquieu, anteportada de Del espíritu de las leyes por Mr. de Montesquieu. Traducido al castellano por don Juan López de Peñalver, Madrid, 1820, en la Imprenta de Villalpando. Grabado de Esteban Boix por dibujo de Antonio Guerrero. Biblioteca de la Universidad de Salamanca.

Esteban Boix y Biscompta o Viscompta (Barcelona, 1774-Madrid, c. 1829) fue un calcógrafo español en talla dulce.

## Biografía y obra
Con veintidós años viajó a Madrid pensionado por la Junta de Comercio de Barcelona para completar su formación en la Real Academia de Bellas Artes de San Fernando, donde tuvo como maestro a Manuel Salvador Carmona y fue premiado con un premio extraordinario en el concurso de 1799. En 1798 grabó y dedicó «a la Rl Junta de Comercio y Consulado del Principado de Cataluña» una Magdalena penitente según una pintura de Charles Le Brun de la que ya había abierto una lámina a buril su maestro durante su estancia en París a partir de un grabado de Gérard Edelinck, del que en 1780 hizo otra copia José Gómez Navia, también discípulo de Salvador Carmona. A estos años corresponde según Ossorio la que sería «una de sus mejores obras»: la reproducción del San José de Murillo, propiedad en aquel momento del marqués de San Adrián a quien se dedica la estampa en la que estaba ocupado en 1800, razón por la cual la Junta de Comercio acordó prorrogarle la pensión. Reprodujo también, por dibujo propio, la Visitación, que por entonces se atribuía a Rafael Sanzio y guardaba en la sacristía del Real Monasterio de San Lorenzo de El Escorial.
Como otros discípulos de Salvador Carmona participó en la colección de Retratos de españoles ilustres, para la que proporcionó los de Melchor Cano por dibujo de José Camarón Bonanat, Pedro de Ribadeneyra según dibujo de Antonio Guerrero y Pedro Rodríguez de Campomanes por dibujo de Fernando Selma, este ya de 1819. Para la Colección de las mejores vistas y edificios más suntuosos de Madrid de José Gómez de Navia (1812), abrió las láminas correspondientes a la Puerta de Alcalá, la iglesia del Buen Suceso en la Puerta del Sol, la fuente de Cibeles con el Paseo del Prado, las Cuatro fuentes en el mismo paseo y el palacio del duque de Berwik y de Liria.
Concluida la francesada grabó por encargo del arzobispo compostelano Rafael Múzquiz una compleja alegoría dedicada al duque de Wellington: el Triunfo de la Religión y del Rey Fernando con exterminio del Tirano á impulsos de las dos heroycas Naciones unidas, según invención y dibujo de Plácido Fernández de Arosa.
Con la llegada del Trienio Liberal proporcionó el retrato de Montesquieu que encabezaba la primera edición española de El espíritu de las leyes traducido por Juan López de Peñalver, Madrid, 1820.
Realizó también estampas de devoción, entre ellas una dedicada a santo Domingo de Guzmán, fechada en 1829, que es su última obra conocida junto con la Virgen amparando a los dominicos, estampa publicada con el Compendio histórico de las vidas de los santos canonizados y beatificados del sagrado Orden de Predicadores de fray Manuel Amado, impreso en Madrid el mismo año en la imprenta de Eusebio Aguado.